# Београдски грбовник I
Београдски грбовник I је један од најстаријих грбовника тзв. илирске хералдике. Претпоставља се да је настао независно од Охмућевићевог грбовника, на основу неког старијег непознатог грбовника или више њих.
Током постојања овог грбовника научна јавност се није могла сложити да ли је грбовник настао средином 17. вијека или је много старији. Касније је превладало мишљење да је грбовник настао прије 1574. године, а онда је у 18. вијеку дошао у посјед породице Угриновић–Синовчић, те затим књижаре Херолда у Бечу, и коначно од 1878. у власништву Народне библиотеке у Београду. Грбовник је нестао у пожару током бомбардовања Београда 1941. године.